# الحشد التركماني
الحشد التركماني أو قوة التركمان هي مجموعة مسلحة تركمانية عراقية وجزء من الحشد الشعبي. رفض سيد يلماز نجار مقترحات حول قوة موحدة مع الجبهة التركمانية العراقية قائلا أن مجموعته تضم السنة والشيعة.
في 25 سبتمبر 2016، أعلنت اللواء 16 استعدادها لتحرير الحويجة.